# Mary Grace Canfield

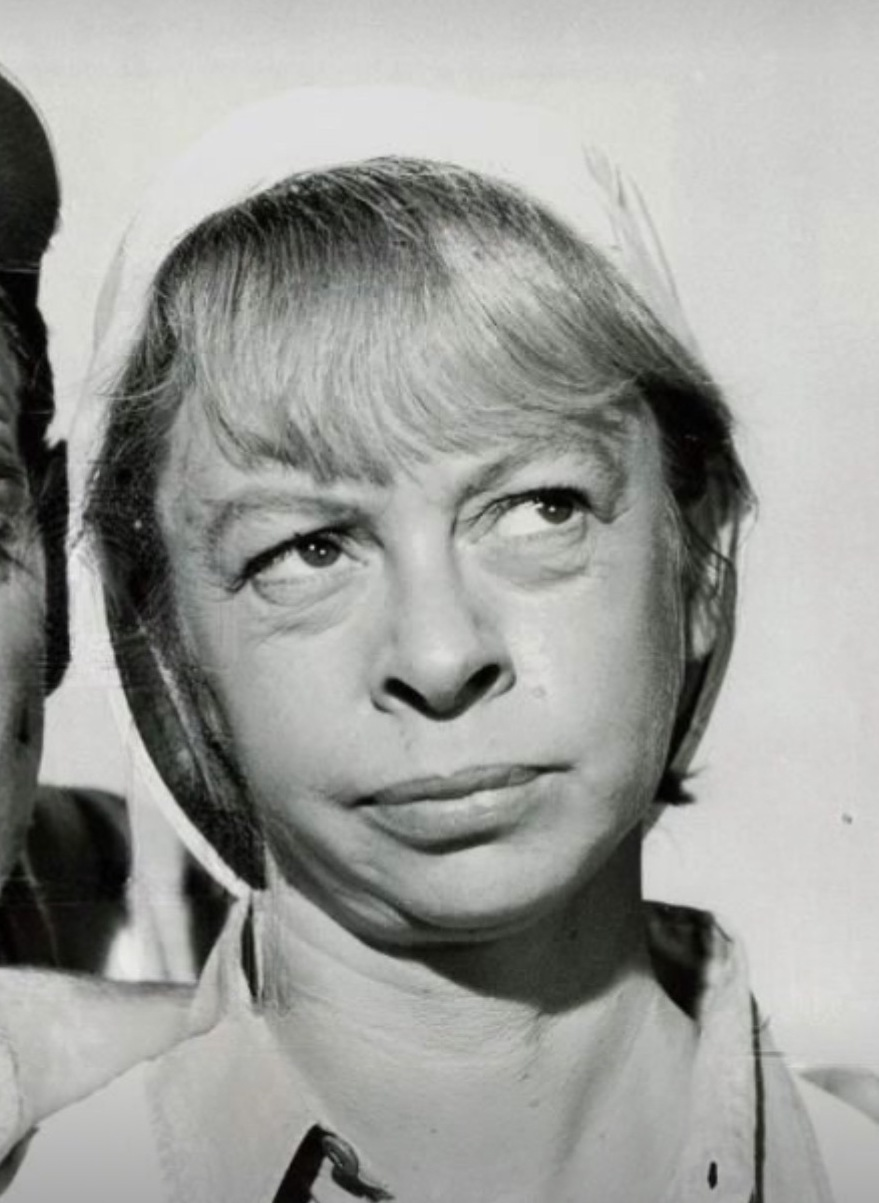
Mary Grace Canfield nel 1967

Mary Grace Canfield (Rochester, 3 settembre 1924 – Santa Barbara, 15 febbraio 2014) è stata un'attrice statunitense.

## Filmografia parziale

### Cinema
- Il segreto di Pollyanna (Pollyanna), regia di David Swift (1960)
- Piano, piano non t'agitare! (Don't Make Waves), regia di Alexander Mackendrick (1967)
- Half a House, regia di Brice Mack (1976)
- Qualcosa di sinistro sta per accadere (Something Wicked This Way Comes), regia di Jack Clayton (1983)
- A sud di Reno (South of Reno), regia di Mark Rezyka (1988)

### Televisione
- The Hathaways – serie TV (1961-1962)
- The Wide Country – serie TV, episodio 1x02 (1962)
- La fattoria dei giorni felici (Green Acres) – serie TV (1965-1971)
- Vita da strega (Bewitched) – serie TV (1966)
- General Hospital – serie TV (1973)
- Burning Rage (1984)
- Return to Green Acres (1990)